# 姫路市立城乾小学校
姫路市立城乾小学校（ひめじしりつ じょうけんしょうがっこう）は、兵庫県姫路市南八代町に所在する公立小学校。

## 概要
旧姫路市立姫路高等学校の跡地に建てられた。
主に一学年で2クラス程度。一階に用務員室、保健室、二階に職員室がある。全校生徒数は約400人。
遺跡としては八代深田遺跡がある。（校庭で弥生時代の土器が発見された。）
2021年創立40年を迎えた。

## 通学区域
- 山野井町、八代の一部、八代本町一丁目、八代本町二丁目、西八代町、南八代町、新在家本町一丁目、新在家本町二丁目、新在家本町三丁目、新在家本町四丁目、新在家本町五丁目、新在家本町六丁目、南新在家、北新在家一丁目、北新在家二丁目、北新在家三丁目[1]

※卒業後は基本的に姫路市立城乾中学校に進学する。

## 特徴
毎年、オーストラリア等から来る外国人が1〜3人ほど来る。
これは兵庫県の中ではかなり珍しく、全国の小学校でも珍しいことである。
城乾スクールバンド(Joken school band)というものがあり、近畿大会優勝・全国大会準優勝などの実績がある。毎朝、朝練を行なっており登校する児童の耳に届いている。
校内1階に給食室があり、児童たちが給食を取りに行く場所である。
城乾小学校ではプログラミングに力を入れており、校内にパソコンクラブがあり、毎年、15~20人が入部する。
中学校受験も多く、6年生の約20%程度が私立中学校に進学する。

## 通学区域が隣接している学校
- 姫路市立野里小学校
- 姫路市立城北小学校
- 姫路市立広峰小学校
- 姫路市立安室東小学校
- 姫路市立城西小学校